# Seti I.
Menmaatre Seti I. je bil faraon egipčanskega Novega kraljestva iz 19. dinastije. Bil je sin Ramzesa I. in Sitre in oče Ramzesa II. Natančni datumi njegove vladavine so nejasni, ker različni zgodovinarji navajajo različne datume. V zadnjem času se najpogosteje uporabljata  obdobji 1294–1279 pr. n. št.  in 1290–1279 pr. n. št.

## Ime
Ime Seti pomeni Setov, kar kaže, da je bil posvečen bogu Setu. Kot večina faraonov je imel tudi Seti več imen. Po prevzemu oblasti je vzel priimek "mn-m3‘t-r‘", ki se običajno bere kot Menmaatre in pomeni »vzpostavljena  je Rajeva pravičnost«. Njegovo bolj znano ime ali rojstno ime se transliterira kot "sty mry-n-ptḥ"  ali Seti Merenptah, kar pomeni »Setov mož, Ptahov ljubljenec«. Maneton ga je napačno imel za ustanovitelja 19. dinastije in navajal, da je vladal 55 let, čeprav za njegovo tako dolgo vladavino ni nobenega dokaza.

## Vladanje
Po ogromnih socialnih prevratih, ki jih je povzročila Ehnatonova verska reforma, so faraoni Horemheb, Ramzes I. in Seti I. za svojo glavno prioriteto imeli ponovno vzpostavitev reda v kraljestvu in utrditev egipčanske oblasti v Kanaanu in Siriji, ki jo je ogrožal vedno večji  pritisk Hetitskega kraljestva. Seti se je večkrat odločno spopadel s Hetiti in ponovno  osvojil večino spornih ozemelj, hetitske nevarnosti pa ni odpravil. Večina njegovih vojnih pohodov je bila uspešna. Setijevi vojaški uspehi so upodobljeni na več velikih scenah na prednji strani Amonovega templja v Karnaku.  Setijev pogrebni tempelj, zdaj znan kot  Qurna, stoji v Tebah na desnem bregu Nila. Graditi je začel tudi mogočen tempelj iz belega apnenca v Abidosu, ki ga je dokončal njegov sin. Setijeva prestolnica je bila Memfisu. Sodobniki so  ga imeli za velikega vladarja, vendar ga je zasenčila slava njegovega sina Ramzesa II.

### Dolžina vladanja
Seti I. je vladal 11 ali 15 polnih let. Egiptolog Kenneth Kitchen je ocenil, da je vladal 15 let, čeprav na steli v Gebel Barkalu za obdobje po 11. letu vladavine ni nobenega podatka. Zaradi sicer dobro dokumentiranih zgodovinskih dogodkov drugi znanstveniki trdijo, da je zadnje štiriletno nedokumentirano obdobje malo verjetno. 
Kanadski egiptolog Peter J. Brand omenja, da je faraon v 9. letu svoje vladavine osebno odprl nove kamnolome v Asuanu za gradnjo obeliskov in kolosalnih kipov. Dogodek je dokumentiran na dveh stelah v Asuanu. Večina njegovih obeliskov, na primer v Falminiju in Luksorju,  in kipov je bila dokončana po njegovi smrti med vladavino njegovega sina, kar dokazujejo ohranjeni napisi. Na njih je zgodnja oblika Ramzesovega kraljevskega priimka Usermaatre, ki ga je uporabljal v prvem letu svoje vladavine. V drugem letu je začel uporabljati končno obliko vladarskega naslova  Usermaatre Setepenre.
Brand zato vztrajno trdi, da ti zapisi negirajo trditev o njegovi petnajstletni vladavini in pravi, da je Seti umrl po desetih ali enajstih letih vladavine, ker obdobje od otvoritve kamnolomov do postavitve njegovih spomenikov ni moglo trajati samo dve leti.   Njegova razlaga se bolje ujema z dokazi o nedokončanih spomenikih Setija I. in dejstvom da je Ramzes II. dokončal mnogo spomenikov, ki jih je začel graditi njegov oče. Mednje spadajo tudi hipostilna dvorana v Karnaku in deli templjev v Gurnahu in Abidosu, ki jih je Ramzes dokončal v prvem letu svoje vladavine.
Trditev, da je Seti I. vladal samo enajst let, sprejema tudi  nemški egiptolog Jürgen von Beckerath. Najkasnejši dokumentiran datum njegove vladavine je 11. leto, 12. ali 13. dan IV. šemuja, zapisan ne steli iz peščenjaka v Gebel Barkalu. Živel je morda še nekaj dni v 12. letu svoje vladavine, kar se zelo dobro ujema z datumom prihoda na prestol Ramzesa II. (27. dan šemuja).

### Vojni pohodi
Seti I. se je v prvem desetletju svoje vladavine vojskoval v več vojnah na Bližnjem vzhodu, Libiji in Nubiji. Glavni vir podatkov o njegovem vojaškem delovanju so vojni prizori na severni zunanji steni karnaškega hipostila in več kraljevih stelah z napisi, ki omenjajo bitke v Kanaanu in Nubiji. V prvem vladarskem letu je povedel vojsko po Horovi vojaški cesti, obalni cesti, ki je vodila iz egipčanskega mesta Tžaru (Zarw/Sile) v jugovzhodnem kotu Nilove delte po severni obali Sinaja do sodobne Gaze. Horove poti so sestavljali nizi vojaških utrdb z vodnjaki, ki so podrobno opisani na severnem zidu karnaškega Hipostila. Ko je vojska prešla Sinaj se je spopadla z lokalnimi beduini iz plemena Šasu. V Kannanu je faraon pobral  davke nekaj mestnih držav, ki jih je obiskal. Druge države, med njimi Beth-Shan in Yenoam, ki so se upirale, je zlahka porazil in zasedel.  Napad na Yeonan je prikazan na vojni sceni, drugi napadi pa ne, ker v njih faraon ni sodeloval. Nanje je poslal samo nekaj oddelkov svoje vojske. Pohod v prvem vladarskem letu se je nadaljeval v Libanon, kjer so se mu poglavarji vdali in pristali na plačevanje davka v dragocenem cedrovem lesu. 
V nekem neznanem obdobju  vladavine je Seti I. porazil libijska plemena, ki so napadla zahodno mejo Egipta. Libijci so kljub porazu predstavljali vedno večjo grožnjo Egiptu, zlasti med vladavinama Merenptaha in Ramzesa III. Egipčanska vojska je v osmem letu Setijeve vladavine zatrla manjši upor v Nubiji. Seti se tega pohoda ni udeležil. Udeležil se ga je morda kronski princ, kasnejši faraon Ramzes II.

### Osvojitev Kadeša
Največji dosežek Setija I. v zunanji politiki je bilo zavzetje sirskega mesta Kadeš in ozemlja bližnjega Amuruja, ki sta bila od hetitsko oblastjo. Egipt je izgubil Kadeš med vladavino faraona Ehnatona. Mesto sta pred Setijem poskušala osvojiti Tutankamon in Horemheb, vendar jima to ni uspelo. Seti I. je porazil vojsko, ki je branila Kadeš, skupaj s sinom Ramzesom triumfalno vstopil v mesto in postavil stelo zmage. Kadeš so kmalu spet osvojili Hetiti, saj ga Egipčani zaradi oddaljenosti niso mogli stalno braniti. Setijeva sklenitev mirovnega sporazuma ali prostovoljna vrnitev mesta sta malo verjetna. Bolj verjeten je neuraden dogovor Setija I. in Muvatalija o meji med državama. Pet let po Setijevi smrti je Ramzes II. obnovil  sovražnosti in neuspešno poskusil osvojiti Kadeš. Hetiti so od takrat dalje imeli mesto trdno v svojih rokah, razen med kratkotrajno izgubo v osmem letu Ramzesove vladavine.
Tradicionalno mnenje o Setijevih vojnah je bilo, da je ponovno vzpostavil egipčansko oblast na ozemljih, ki jih je izgubil Ehnaton. Mnenje je temeljilo na kaotičnem prikazu egipčanske oblasti v Siriji in Palestini v Amarnskih pismih, korespondenci iz Ehnatonovega obdobja, ki so jo odkrili v Ehnatonovi prestolnici el-Amarna v Srednjem Egiptu. Nedavne raziskave kažejo, da je Egipt v tem času izgubil samo provinci Kadeš in Amurru v Siriji in Libanonu. Zapisi o vojaških dejavnostih Ehnatona, Tutankamona in Horemheba so razdrobljeni ali dvoumni, Seti I. pa je zapustil impresivne vojne spomenike in zapise, ki so  poskušali povečati njegove osebne dosežke na bojnem polju.

## Pokop
Setijevo dobro ohranjeno grobnico (KV17) v Dolini kraljev je leta 1817 odkril Giovanni Battista Belzoni. Izkazala se je za najdaljšo (136 m) in najglobljo od vseh kraljevskih grobnic. Vsi hodniki in sobane so bili okrašeni s prefinjenimi reliefi in slikami, ki so zdaj razstavljene v Arheološkem muzeju v Firencah. Tradicijo krašenja grobnic so  nadaljevali faraoni kasnejšega Novega kraljestva. Setijevo mumijo so odkrili šele leta 1881 v grobnici DB320 v Deir el-Bahriju. Mumija je zdaj v Kairskem muzeju.
Ogromen Setijev sarkofag iz alabastra, izdelan v enem kosu in bogato okrašen, je v Sir John Soane's Museum v Londonu. Ob prihodu v muzej je bil alabaster snežno bel z vstavki modrega bakrovega sulfata. Zaradi londonskega podnebja in onesnaženega zraka je alabaster potemnel, vstavki pa so izpadli in povem izginili. Njegov prvotni videz je prikazan na bližnjem akvarelu.
Preiskava Setijeve izjemno ohranjene mumije je pokazala, da je bil ob nepričakovani smrti star manj kot štirideset let. Po tem se zelo razlikuje od Horemheba, Ramzesa I. in Ramzesa II., ki so doživeli visoko starost. Vzrok relativno zgodnje smrti ni znan. Na mumiji ni nobenega znaka nasilja. Ob odkritju je bila mumija obglavljena, kar so verjetno storili roparji grobnic. Amonov svečenik je glavo z lanenimi  povoji ponovno skrbno pritrdil na telo. Domneva se, da je umrk zaradi bolezni, morda zaradi srčnega napada. Na desni strani telesa so odkrili pismo, kar je nenavadno, saj so pisma med mumificiranjem  običajno zavijali ne levi strani telesa. Po mnenju nekaterih je šlo za napako, po mnenju drugih pa da gre za poskus, da bi njegovo srce v onostranstvu bolje delovalo. Setijeva mumija je visoka približno 170 cm.